# Hans Heidler
Hans Heidler (* 24. März 1927 in Chodau; † 6. Juni 2016 in Eberbach) war ein deutscher Politiker (FDP/DVP, CDU).

## Leben und Beruf
Heidler studierte Rechtswissenschaften und wurde zum Dr. jur. promoviert. Er arbeitete als Richter am Landgericht. Nach seinem Ausscheiden aus dem Landtag war er als Ministerialdirektor in der Baden-Württembergischen Landesverwaltung tätig. Heidler kam am 6. Juni 2016 bei einem Verkehrsunfall auf der Bundesstraße 37 nahe Eberbach ums Leben.

## Politik
Zunächst engagierte Heidler sich in der FDP/DVP, für die er bei der Bundestagswahl 1969 erfolglos im Bundestagswahlkreis Tauberbischofsheim und auf der Landesliste Baden-Württemberg kandidierte. Anfang der 1970er Jahre trat er zur CDU über, für die er von 1972 bis zur Mandatsniederlegung am 11. Mai 1978 dem baden-württembergischen Landtag angehörte. Für ihn rückte Manfred Pfaus in den Landtag nach. Von 1981 bis 1985 war er Kreisvorsitzender der CDU im Neckar-Odenwald-Kreis. Später wurde er Ehrenvorsitzender dieses CDU-Kreisverbandes und auch des CDU-Ortsverbandes Binau.